# Longmiao (köpinghuvudort i Kina, Heilongjiang Sheng, lat 46,35, long 127,23)
Longmiao (kinesiska: 龙庙, 龙庙镇) är en köpinghuvudort i Kina. Den ligger i provinsen Heilongjiang, i den nordöstra delen av landet, omkring 81 kilometer nordost om provinshuvudstaden Harbin. Antalet invånare är 27 518. Befolkningen består av 13 395 kvinnor och 14 123 män. Barn under 15 år utgör 14,0 %, vuxna 15-64 år 79 %, och äldre över 65 år 6,0 %.
Runt Longmiao är det ganska tätbefolkat, med 185 invånare per kvadratkilometer. Närmaste större samhälle är Dexiang, 15,9 km norr om Longmiao. Trakten runt Longmiao består till största delen av jordbruksmark.
Genomsnittlig årsnederbörd är 854 millimeter. Den regnigaste månaden är juli, med i genomsnitt 192 mm nederbörd, och den torraste är januari, med 8 mm nederbörd.